# Wabash (reka)
Wabash je 810 km dolga reka v ZDA, ki teče skozi ameriške zvezne države Ohio, Indiana in Illinois, je pritok reke Ohio.
Reka izvira kot majhen izvir med velikimi skalami v bližini mesta Fort Recovery v Ohiu. Od izvira do mesta Fort Recovery je reka hitra in plitva, dokler ni dolga 8 kilometrov, kjer je zgrajen jez, ki tvori jezero Wabash. V nadaljnjem toku dva pritoka dajeta reki znatno količino vode. 18 kilometrov od izvira je mesto Fort Recovery. Po naselitvi reka prejme še dva pritoka, nakar postane reka Wabash plovna, dokler se ne izliva v reko Ohio. V nadaljnjem toku je reka vijugasta, v 19. stoletju pa so zgradili številne kanale, da bi skrajšali plovbo z ladjo. S številnimi pritoki in jezovi postane reka plovna tudi za večje ladje. Jez Huntington je bil zgrajen 143 kilometrov od izvira in je na reki oblikoval jezero J. Edward Roush. V nadaljnjem toku reka prejme svoj prvi večji pritok, Little River, v bližini naselja Huntington. Zaradi številnih jezov na reki Wabash je pretok Little River pogosto večji. Po izlivu v Little River na dveh mestih, v bližini naselij Peru in Logansport, se reka Wabash razcepi v številne rokave, ki obdajajo rečne otoke. Drug večji pritok je Tippecanoe, po katerem je reka Wabash plovna tudi za največje rečne ladje. Nato teče skozi Lafayette, Indiana, prejme svoj največji pritok White River in se izliva v reko Ohio v bližini Shwanteetowna v Illinoisu.